# Rdhwan Al Moraqab
Rdhwan Al Moraqab (né le 1er janvier 1977) est un coureur cycliste qatarien.

## Palmarès
- 2004
  - 3e du championnat du Qatar sur route
- 2006
  - 2e du championnat du Qatar sur route

## Classements mondiaux
| Année         | 2006 |
| ------------- | ---- |
| UCI Asia Tour | 66e  |